# فینال جام اتحادیه فوتبال انگلستان ۱۹۷۱
فینال جام اتحادیه فوتبال انگلستان ۱۹۷۱، رقابت پایانی جام اتحادیه فوتبال انگلستان در سال ۱۹۷۱ میلادی است که مابین دو تیم باشگاه فوتبال تاتنهام و باشگاه فوتبال استون ویلا در ورزشگاه ومبلی لندن برگزار شده‌است.
این مسابقه که در تاریخ ۲۷ فوریه ۱۹۷۱ انجام شده‌است با نتیجه ۲ بر ۰ به سود تیم باشگاه فوتبال تاتنهام به پایان رسید.